# Polymorphus botulus
Polymorphus botulus är en hakmaskart som först beskrevs av Van Cleave 1916.  Polymorphus botulus ingår i släktet Polymorphus och familjen Polymorphidae. Inga underarter finns listade i Catalogue of Life.